# Kneiff
Kneiff je vrch, který je s nadmořskou výškou 560 m nejvyšším bodem Lucemburska. Leží v katastru obce Troisvierges (lucembursky Ëlwen) na severu Lucemburska poblíž belgických hranic, v Ardenách (v Lucembursku zvaných Ösling). Je součástí chráněné oblasti Naturpark Our. Je o jeden metr vyšší než Burgplatz (559 m, lucembursky Buergplaz), který často bývá nesprávně uváděn jako nejvyšší vrch Lucemburska.